# Знам'янська сільська рада (Нововодолазький район)
Зна́м'янська сільська́ ра́да — адміністративно-територіальна одиниця та орган місцевого самоврядування в Нововодолазькому районі Харківської області. Адміністративний центр — село Знам'янка.

## Загальні відомості
Знам'янська сільська рада утворена в 1917 році.
- Територія ради: 84,62 км²
- Населення ради: 1 113 осіб (станом на 2001 рік)

## Населені пункти
Сільській раді були підпорядковані населені пункти:
- с. Знам'янка
- с. Брідок
- с. Круглянка
- с. Мануйлове
- с. Федорівка

## Склад ради
Рада складалася з 16 депутатів та голови.
- Голова ради: Столяренко Віталій Михайлович
- Секретар ради: Велика Тетяна Миколаївна

### Керівний склад попередніх скликань
| Прізвище, ім'я, по батькові   | Основні відомості                                                 | Дата обрання | Дата звільнення |
| ----------------------------- | ----------------------------------------------------------------- | ------------ | --------------- |
| Столяренко Віталій Михайлович | Сільський голова, 1966 року народження, освіта вища, безпартійний | 26.03.2006   | 31.10.2010      |
| Столяренко Віталій Михайлович | Сільський голова, 1966 року народження, освіта вища, безпартійний | 31.10.2010   |                 |

Примітка: таблиця складена за даними сайту Верховної Ради України

### Депутати
За результатами місцевих виборів 2010 року депутатами ради стали:

#### За суб'єктами висування
| Суб'єкт висування                                       | Кількість обраних депутатів | %    |
| ------------------------------------------------------- | --------------------------- | ---- |
| Партія регіонів                                         | 8                           | 50   |
| Самовисування                                           | 6                           | 37,5 |
| Народна партія                                          | 1                           | 6,3  |
| Політична партія Всеукраїнське об'єднання «Батьківщина» | 1                           | 6,3  |

#### За округами
| № округу                                                | Прізвище, ім'я, по батькові      | Дата визнання обраним | Освіта             | Партійна приналежність                        | Відомості про обраного депутата                             |
| ------------------------------------------------------- | -------------------------------- | --------------------- | ------------------ | --------------------------------------------- | ----------------------------------------------------------- |
| Народна Партія                                          |                                  |                       |                    |                                               |                                                             |
| 6                                                       | Велика Тетяна Миколаївна         | 03.11.2010            | середня спеціальна | позапартійна                                  | Знам'янська сільська рада, секретар                         |
| Партія регіонів                                         |                                  |                       |                    |                                               |                                                             |
| 3                                                       | Ковратенко Сергій Миколайович    | 03.11.2010            | середня            | позапартійний                                 | тимчасово не працює                                         |
| 4                                                       | Карпенко Володимир Ілліч         | 03.11.2010            | середня            | позапартійний                                 | тимчасово не працює                                         |
| 5                                                       | Жигилій Володимир Леонтійович    | 03.11.2010            | вища               | член Партії регіонів                          | Знам'янська сільська рада, иректор сільського клубуд        |
| 7                                                       | Цибульник Василь Григорович      | 03.11.2010            | вища               | позапартійний                                 | пенсіонер                                                   |
| 9                                                       | Васільєв Олександр Васильович    | 03.11.2010            | середня спеціальна | позапартійний                                 | пенсіонер                                                   |
| 11                                                      | Корженко Сергій Петрович         | 03.11.2010            | середня спеціальна | позапартійний                                 | ЗАТ «Європейський фонд розвитку», єгер                      |
| 15                                                      | Барін Федір Анатолійович         | 03.11.2010            | середня спеціальна | позапартійний                                 | Жовтневе лісництво, старший майстер                         |
| 16                                                      | Власенко Зоя Михайлівна          | 03.11.2010            | вища               | позапартійна                                  | приватний підприємець                                       |
| Політична партія Всеукраїнське об'єднання «Батьківщина» |                                  |                       |                    |                                               |                                                             |
| 12                                                      | Васільєва Лариса Миколаївна      | 03.11.2010            | середня спеціальна | позапартійна                                  | Геологорозвідувальна експедиція, кухар                      |
| Самовисування                                           |                                  |                       |                    |                                               |                                                             |
| 1                                                       | Тарасов Віктор Іванович          | 03.11.2010            | середня            | член Всеукраїнського об'єднання «Батьківщина» | ВАТ «Харківгаз», слюсар                                     |
| 2                                                       | Зубрєв Павло Іванович            | 03.11.2010            | вища               | позапартійний                                 | Начальник Нововодолазького ВДАІ                             |
| 8                                                       | Столяренко Віктор Андрійович     | 03.11.2010            | середня            | позапартійний                                 | Виробничо-експлуатаційне підприємство «Держпром», охоронець |
| 10                                                      | Скорик Юрій Вікторович           | 10.01.2011            | середня            | позапартійний                                 | Федорівське СГ, обліковець                                  |
| 13                                                      | Вірченко Валентина Володимирівна | 10.01.2011            | середня            | позапартійна                                  | Федорівське СГ, вагар                                       |
| 14                                                      | Козуб Інна Миколаївна            | 03.11.2010            | середня спеціальна | позапартійна                                  | МП «Ялинка», продавець                                      |